# آسیاب کریکی
آسیاب آبی کریکی مربوط به دوره قاجاریه-پهلوی است و در استان هرمزگان، شهرستان بستک، بخش مرکزی، ۳ کیلومتری غرب شهر بستک، منطقه کریکی، واقع شده‌است. این اثر در تاریخ ۲۴ اسفند ۱۳۸۴ با شمارهٔ ثبت ۱۵۳۵۷ به‌عنوان یکی از آثار ملی ایران به ثبت رسیده‌است.